# Arnold Wientjes
Arnold Gerard Wientjes (Den Haag, 17 juni 1938) is een voormalige Nederlandse roeier. Hij vertegenwoordigde Nederland eenmaal op de Olympische Spelen, maar won die gelegenheid geen medaille.
In 1960 maakt hij op 22-jarige leeftijd zijn olympisch debuut bij het roeien op de Olympische Spelen van Rome. Hij kwam uit op het onderdeel twee met stuurman. De roeiwedstrijden vonden plaats op het meer van Albano. De Nederlandse boot werd bij de series tweede in 7.48,01. In de herkansing waren ze met een tijd van 7.42,15 weliswaar sneller, maar vanwege een derde plaats alsnog uitgeschakeld.
Wientjes was in zijn actieve tijd aangesloten bij studentenroeivereniging W.S.R. Argo in Wageningen. Hij was student en werd later ingenieur.

## Palmares

### roeien (twee met stuurman)
- 1960: herkansing OS - 7.42,15

Maarten van Dis · 
Arnold Wientjes · 
Jan Just Bos (stuurman)